# Tour der englischen Rugby-Union-Nationalmannschaft nach Australien und Fidschi 1988
| Tour der Engländer nach Australien und Fidschi 1988 | Tour der Engländer nach Australien und Fidschi 1988 | Tour der Engländer nach Australien und Fidschi 1988 | Tour der Engländer nach Australien und Fidschi 1988 | Tour der Engländer nach Australien und Fidschi 1988 |
| Übersicht                                           | S                                                   | G                                                   | U                                                   | N                                                   |
| --------------------------------------------------- | --------------------------------------------------- | --------------------------------------------------- | --------------------------------------------------- | --------------------------------------------------- |
| Test Matches                                        | 3                                                   | 1                                                   | 0                                                   | 2                                                   |
| Sonstige Spiele                                     | 6                                                   | 5                                                   | 0                                                   | 1                                                   |
| Gesamt                                              | 9                                                   | 6                                                   | 0                                                   | 3                                                   |
|                                                     |                                                     |                                                     |                                                     |                                                     |
| Australien                                          | 2                                                   | 0                                                   | 0                                                   | 2                                                   |
| Fidschi                                             | 1                                                   | 1                                                   | 0                                                   | 0                                                   |

Die Tour der englischen Rugby-Union-Nationalmannschaft nach Australien und Fidschi 1988 umfasste eine Reihe von Freundschaftsspielen der englischen Rugby-Union-Nationalmannschaft. Sie reiste im Mai und Juni 1988 durch Australien und Fidschi, wobei sie während dieser Zeit neun Spiele bestritt. Darunter waren zwei Test Matches gegen die australische Nationalmannschaft, die beide verloren gingen, während das einzige Test Match gegen die fidschianische Nationalmannschaft gewonnen werden konnte. Hinzu kamen sechs Begegnungen mit regionalen Auswahlmannschaften, die mit fünf Siegen und einer Niederlage endeten.

## Spielplan
- Hintergrundfarbe grün = Sieg
- Hintergrundfarbe rot = Niederlage

(Test Matches sind grau unterlegt; Ergebnisse aus der Sicht Englands)
| # | Datum         | Gegner                   | Ort        | Stadion                | Ergebnis |
| - | ------------- | ------------------------ | ---------- | ---------------------- | -------- |
| 1 | 17. Mai 1988  | Queensland Country       | Mackay     | Quarry Hill Rugby Park | 39:7     |
| 2 | 22. Mai 1988  | Queensland Reds          | Brisbane   | Ballymore Stadium      | 22:18    |
| 3 | 25. Mai 1988  | Queensland B             | Toowoomba  | Gold Park              | 19:7     |
| 4 | 29. Mai 1988  | Australien               | Brisbane   | Ballymore Stadium      | 16:22    |
| 5 | 01. Juni 1988 | South Australia          | Adelaide   | Hindmarsh Stadium      | 37:10    |
| 6 | 05. Juni 1988 | New South Wales Waratahs | Sydney     | Concord Oval           | 12:23    |
| 7 | 08. Juni 1988 | New South Wales B        | Wollongong | Brandon Park           | 25:9     |
| 8 | 12. Juni 1988 | Australien               | Sydney     | Concord Oval           | 8:28     |
| 9 | 17. Juni 1988 | Fidschi                  | Suva       | National Stadium       | 25:12    |

## Test Matches
| 29. Mai 1988 15:05 AEST | Australien                                 | 22 : 16         | England                                                            | Ballymore Stadium, Brisbane Zuschauer: 13.500 Schiedsrichter: David Bishop (Neuseeland) |
| 29. Mai 1988 15:05 AEST | Versuche: Williams Straftritte: Lynagh (4) | (13:13) Bericht | Versuche: Bentley Underwood Erhöhungen: Webb Straftritte: Webb (2) | Ballymore Stadium, Brisbane Zuschauer: 13.500 Schiedsrichter: David Bishop (Neuseeland) |

Aufstellungen:
- Australien: David Campese, David Carter, Michael Cook, Steve Cutler, Nick Farr-Jones , Damien Frawley, Julian Gardner, James Grant, Rob Lawton, Tom Lawton, Andrew Leeds, Michael Lynagh, Andy McIntyre, Jeff Miller, Ian Williams
- England: Rob Andrew, Bryan Barley, John Bentley, Wade Dooley, Dave Egerton, Simon Halliday, Richard Harding, Brian Moore, John Orwin , Jeff Probyn, Gary Rees, Paul Rendall, Dean Richards, Rory Underwood, Jon Webb

| 12. Juni 1988 15:10 AEST | Australien                                                                          | 28 : 8         | England                      | Concord Oval, Sydney Zuschauer: 18.109 Schiedsrichter: David Bishop (Neuseeland) |
| 12. Juni 1988 15:10 AEST | Versuche: Campese Carter Ella Lynagh Erhöhungen: Lynagh (3) Straftritte: Lynagh (2) | (18:4) Bericht | Versuche: Richards Underwood | Concord Oval, Sydney Zuschauer: 18.109 Schiedsrichter: David Bishop (Neuseeland) |

Aufstellungen:
- Australien: David Campese, David Carter, Michael Cook, Steve Cutler, Nick Farr-Jones , Damien Frawley, Julian Gardner, James Grant, Rob Lawton, Tom Lawton, Andrew Leeds, Michael Lynagh, Andy McIntyre, Jeff Miller, Ian Williams
- England: Rob Andrew, Bryan Barley, Will Carling, Wade Dooley, Barry Evans, Richard Harding, Brian Moore, John Orwin , Jeff Probyn, Gary Rees, Paul Rendall, Dean Richards, Andy Robinson, Rory Underwood, Jon Webb

| 16. Juni 1988 16:00 FJT | Fidschi                                           | 12 : 25       | England                                                                   | National Stadium, Suva Schiedsrichter: Kerry Fitzgerald (Australien) |
| 16. Juni 1988 16:00 FJT | Straftritte: Koroduadua (3) Dropgoals: Koroduadua | (3:9) Bericht | Versuche: Barley Underwood Erhöhungen: Barnes (2) Straftritte: Barnes (3) | National Stadium, Suva Schiedsrichter: Kerry Fitzgerald (Australien) |

Aufstellungen:
- Fidschi: Savenaca Aria, Niko Baleiverata, Peceli Gale, Severo Koroduadua, Jone Kubu, Tom Mitchell, Aisake Nadolo, Noa Nadruku, Ilisoni Naituku, Salacieli Naivilawasa , Pita Naruma, Mesake Rasari, Pauliasi Tabulutu, Mosese Taga, Sakeasi Vonalagi
- England: Rob Andrew, Bryan Barley, Stuart Barnes, Will Carling, Gareth Chilcott, Wade Dooley, Barry Evans, Richard Harding , Brian Moore, Gary Pearce, Nigel Redman, Gary Rees, Dean Richards, Andy Robinson, Rory Underwood 
 Auswechselspieler: Dave Egerton

## Kader

### Management
- Tourmanager: Geoff Cooke
- Assistenztrainer: Alan Davies, David Robinson
- Kapitän: John Orwin

### Spieler
| Spieler         | Position           | Mannschaft       |
| --------------- | ------------------ | ---------------- |
| Rob Andrew      | Halbspieler        | Wasps RFC        |
| Stuart Barnes   | Gedrängehalb       | Bath FC          |
| Tim Buttimore   | Dreiviertelspieler | Leicester Tigers |
| Will Carling    | Halbspieler        | Harlequins       |
| Richard Harding | Halbspieler        | Bristol FC       |
| Simon Robson    | Halbspieler        | Moseley RFC      |
| Bryan Barley    | Dreiviertelspieler | Wakefield RFC    |
| John Bentley    | Dreiviertelspieler | Sale Sharks      |
| John Buckton    | Dreiviertelspieler | Saracens         |
| Barry Evans     | Dreiviertelspieler | Leicester Tigers |
| Simon Halliday  | Dreiviertelspieler | Bath FC          |
| Rory Underwood  | Dreiviertelspieler | Leicester Tigers |
| Ray Adamson     | Schlussmann        | Wakefield RFC    |
| Jon Webb        | Schlussmann        | Bristol FC       |

| Spieler         | Position | Mannschaft               |
| --------------- | -------- | ------------------------ |
| Gareth Chilcott | Stürmer  | Bath FC                  |
| Graham Dawe     | Stürmer  | Bath FC                  |
| Wade Dooley     | Stürmer  | Preston Grasshoppers RFC |
| Dave Egerton    | Stürmer  | Bath FC                  |
| Brian Moore     | Stürmer  | Nottingham RFC           |
| John Orwin      | Stürmer  | Bedford Blues            |
| Gary Pearce     | Stürmer  | Northampton Saints       |
| Jeff Probyn     | Stürmer  | Wasps RFC                |
| Nigel Redman    | Stürmer  | Bath FC                  |
| Gary Rees       | Stürmer  | Nottingham RFC           |
| Paul Rendall    | Stürmer  | Wasps RFC                |
| Dean Richards   | Stürmer  | Leicester Tigers         |
| Andy Robinson   | Stürmer  | Bath FC                  |
| Michael Skinner | Stürmer  | Harlequins               |